# Écomusée du Perche
L'écomusée du Perche présente la vie quotidienne du monde rural, de la société du XIXe siècle, dans le Perche. Ce musée se situe sur la commune de Saint-Cyr-la-Rosière, dans le département de l'Orne.

## Histoire

### De l'écomusée du Perche

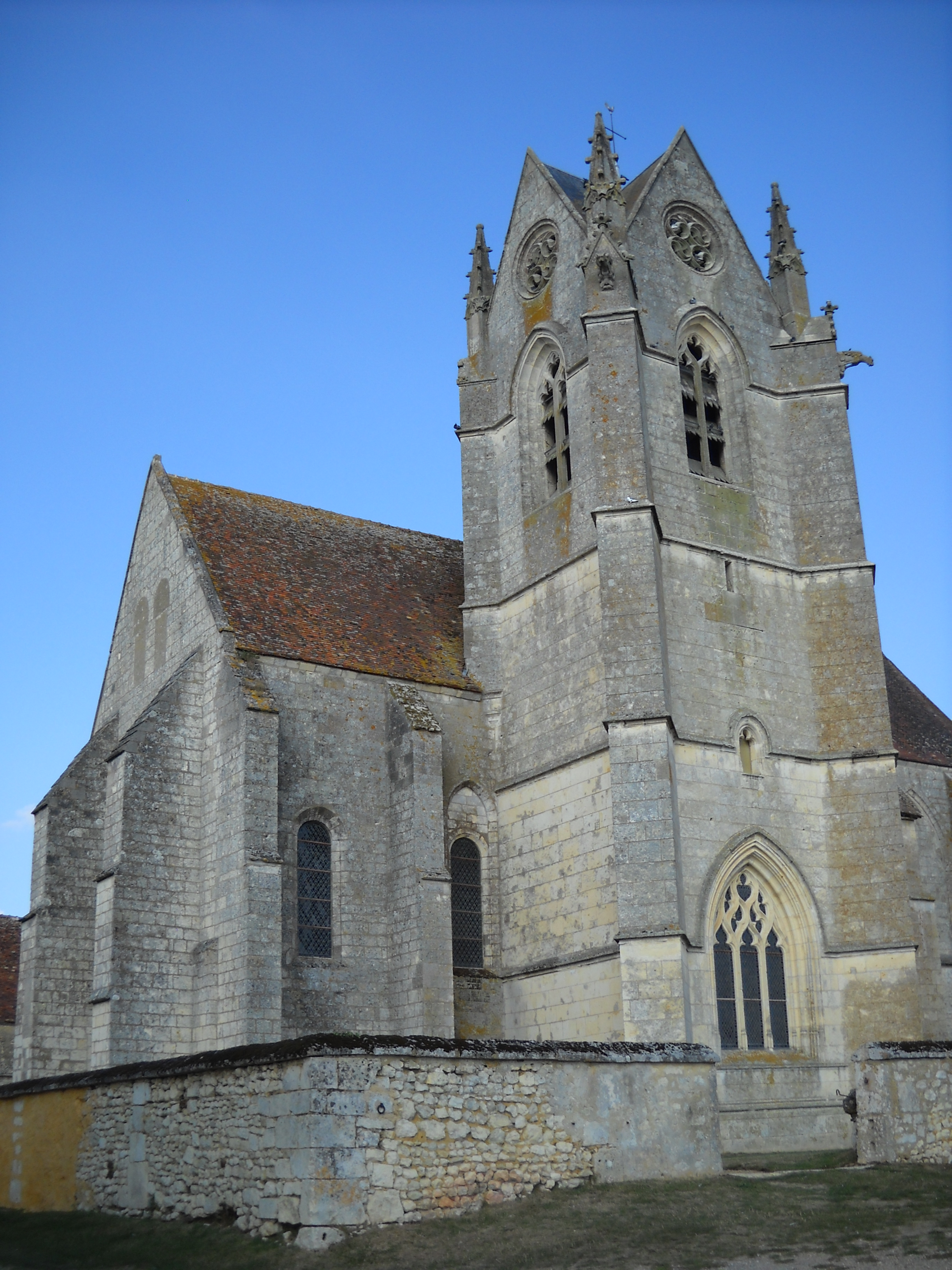
L'église prieurale de Sainte-Gauburge, lieu d'exposition temporaire.

En 1972, les Amis du Perche et leur président Philippe Siguret ont pesé de tout leur poids pour que se crée le musée des Arts et Traditions populaires du Perche. Ainsi, grâce à l'action de Jean Massiot (fils du fondateur des Amis du Perche) et d'Armand Gouyon, l'église prieurale de Sainte-Gauburge a pu être sauvée de la ruine. Il en fut de même pour les outils de la vie quotidienne du monde rural du Perche, qui sont exposés dans l'église prieurale.
Le musée est inauguré le 24 juin 1972, 1500 objets sont présentés aux visiteurs à cette date.
En 1984, le nouveau bâtiment, aménagé par l'architecte Michel Quitté, est inauguré. Il accueille l'exposition permanente.
Le rez-de-chaussée met en avant le cheval percheron et la mécanisation agricole, le pommier, sa culture et ses utilisations, la culture céréalière, des labours au battage et la vannerie. L'étage est consacré à l'industrie textile, le travail du chanvre, les costumes, et à l'artisanat percheron (maréchal-ferrant, bourrelier, charron, sabotier, menuisier, tonnelier, potier, briquetier, verrier).
Une librairie et une boutique proposent des produits et des créations de la région.
L'église prieurale accueille les expositions temporaires.
En 1985, les Amis du Perche confient la gestion de la structure au Comité départementale de la culture du département de l'Orne.
En 1994, le musée est géré directement par le conseil général de l'Orne.
En 2000, le musée des Arts et traditions populaires du Perche prend le nom d'écomusée du Perche.

### Du prieuré de Sainte-Gauburge

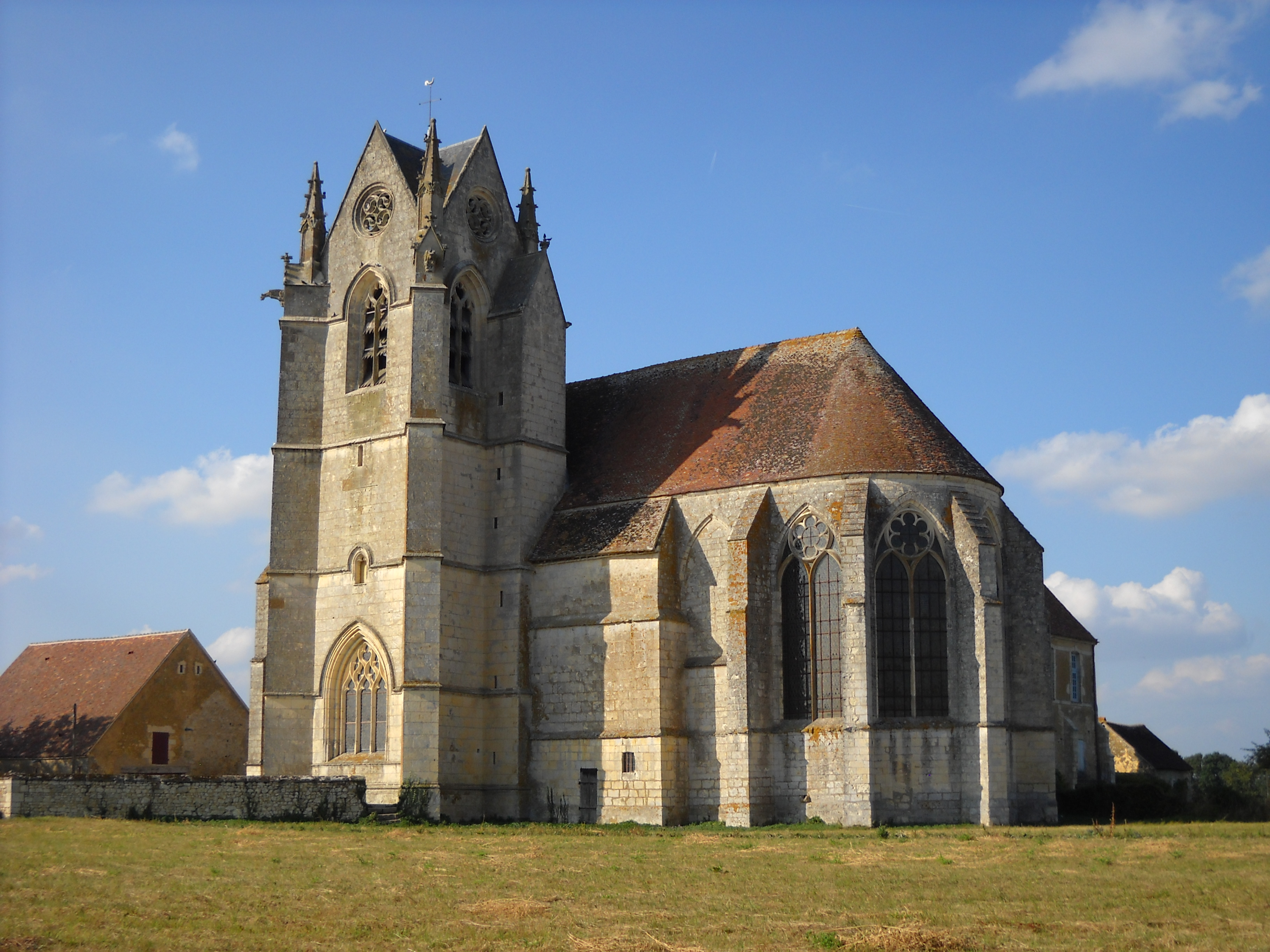
L'église prieurale de Sainte-Gauburge.

La première mention, prouvant la présence d'un prieuré, date de 1006. Au XIIe siècle, le prieuré est confié à l'abbaye royale de Saint-Denis en France, sous l'abbatiat de Suger. Entre 1476 et 1749, le système de la commende profite à deux familles percheronnes : les Croquet et les Abot. Les biens du prieuré sont vendus comme biens nationaux le 9 juin 1791.
Chaque année, lors du 1er dimanche de mai, l'église devient un lieu de prière, notamment pour les Amis du Perche qui effectuent leur messe annuelle.
Une ferme, un jardin et un verger rappellent une autre fonction du prieuré, celle d'exploitation agricole à part entière.

## Fonctionnement
Le conseil général de l'Orne subventionne l'Écomusée, composé de 16 collaborateurs.

### Les directeurs
- Françoise Lécuyer-Champagne (1978 - 1988).
- Laurent Guillaut (1988 - 1991).
- Philippe Chaudat (Août 1991 - juillet 1992).
- Évelyne Wander (1993-oct 2019).
- Florence Chaligné-Lepareur (Depuis nov.2019)

### Les fréquentations
| 2003   | 2004   | 2005   | 2006   | 2007   | 2008   | 2009   | 2010   | 2011   |
| ------ | ------ | ------ | ------ | ------ | ------ | ------ | ------ | ------ |
| 15 525 | 19 393 | 22 546 | 23 796 | 20 757 | 24 844 | 23 879 | 23 094 | 26 311 |

| 2012   | 2013   | 2014 | 2015 | 2016 | 2018 | 2019   | - | - |
| ------ | ------ | ---- | ---- | ---- | ---- | ------ | - | - |
| 22 489 | 22 000 | -    | -    | -    | -    | 25 340 | - | - |

## Les actions entreprises par l'écomusée du Perche

### Les manifestations annuelles
- Mars : fête des plantes.
- Avril : fête du pain.
- 15 août : la fête du cheval percheron.
- Septembre : fête de l'abeille, pour sensibiliser à l'apiculture. En 2011, c'est la 8e édition.
- 1er week-end de novembre : fête de l'arbre et du cidre.

Tout au long de l'année l'écomusée propose des démonstrations, des stages et des ateliers en rapport avec l'environnement et le savoir-faire percheron.

### Les expositions temporaires
- en 2006 le prieuré fête son millénaire.
- du 14 juillet au 7 novembre 2011: «Mémoire des étoffes, création d'aujourd'hui».
- du 15 au 30 août 2011: "Success Story". Exposition de photographies Jean-Léo Dugast, dans le cadre du mondial Percheron (23 au 25 septembre 2011).
- du 10 novembre au 23 décembre 2013, rétrospective des œuvres de Frank Legall «Un bestiaire presqu'humain»..
- du 8 février au 9 mars 2014 «Vaisselle de guerre, ou du frichti à l'assiette commémorative».
- du 7 février au 22 mars 2015 «Pots communs et destins singuliers».
- du 14 juillet au 6 septembre 2015 «Les Percherons Voyageurs» reportage photographique de Virginia Kouyoumdjian.
- du 6 février au 26 mars 2016 «Argile, Chouettes et compagnie»  sculptures naturalistes de Luc Noël.
- du 26 février au 18 mars 2017 «Quand l'art façonne le lien» panorama de la céramique contemporaine, collection de Viviane S.
- du 10 février au 21 mars 2019 «Coléoptères. Œuvres céramiques de F. Gueneau.»
- du 14 juillet au 8 septembre 2019 «Gens du Pays».
- du 15 septembre au 23 décembre 2019 «Libres et Sauvages dans le Perche», photographies de Christophe Aubert.
- du 14 juillet - 23 décembre 2020 «Quand le ciel se penche sur la terre.»
- du 6 février au 7 mars 2021 (sans public) « Les cheminées témoins de l'innovation dans les campagnes du Perche et du Haut-Maine à la fin du Moyen-Âge».

### 1972-2012: le40eanniversairede l'écomusée
Pour fêter le 40e anniversaire de ce site, l'équipe de l'écomusée, l'association gestionnaire et les Amis du Perche ont multiplié les initiatives.
- Du 31 mars au 7 mai 2012, exposition dirigée par Nathalie Fey (rédactrice en chef de Pays du Perche) et Frédéric Chéhu (photographe professionnel), intitulée Des voix, des visages, Perche 2012[5]. Cette exposition de 250 portraits et de 80 voix fait suite au travail réalisé par Nathalie Fey et Frédéric Chéhu sur 100 qui font le Perche (numéro hors-série de Pays du Perche)[6].
- Samedi 12 mai 2012: Concert «1566… Une soirée Renaissance au cœur du Perche», entonné par le Madrigal du Perche, sous la direction de Dominique Bourdin[7].
- Dimanche 13 ami 2012: messe annuelle des Amis du Perche dans l'église prieurale, le matin. L'après-midi, festivités avec des danses acrobatiques par le collectif Kytach, puis gâteau d'anniversaire pour les 40 ans de la création du musée[8].